# 千葉県立八千代高等学校
千葉県立八千代高等学校（ちばけんりつ やちよこうとうがっこう）は、千葉県八千代市勝田台南にある県立高等学校。略称は「八千高」（）。

## 沿革
- 1952年 - 千葉県立佐倉第二高等学校大和田分校（定時制（夜間）課程のみ）として創立。
- 1961年 - 千葉県立佐倉東高等学校大和田分校と改称。
- 1962年 - 千葉県立佐倉東高等学校八千代校舎と改称。定時制（夜間）から全日制（昼間）課程へ移行。（全日制家政科のみの女子校）
- 1966年 - 千葉県立八千代高等学校として独立。（家政科のみの女子校）
- 1967年 - 女子校から男女共学校になる。（男子100名入学）
- 1969年 - 普通科を設置。
- 1971年 - 体育科を設置。
- 1975年 - 学校群制度実施（第2学校群）。
- 1978年 - 再び単独選抜となる。

## 施設
研修宿泊施設として、敷地内に『八千代寮』があるが、これは寮とは名乗ってはいるものの、実際は学生寮ではなく、運動部・文化部の活動合宿や保護者会などの会合が行われることを目的とした施設であるため、寄宿・下宿はできない。

## 部活動
バスケットボール部と柔道部はインターハイに何度も出場している。また、サッカー部からJリーガーが生まれており、1999年（平成11年）にはインターハイで優勝を果たしている。テニス部は千葉県の公立高校として初めて設置された。
- 陸上競技、野球、ハンドボール、バレーボール、バスケットボール、テニス、チアリーディング、卓球、ソフトボール、水泳、サッカー、柔道、剣道、山岳、器械体操、文芸、美術陶芸、吹奏楽、鼓組、音楽、ギター、書道、茶道、華道、地学、化学、生物、演劇、写真、漫画研究、史学、クイズ研究

## 著名な出身者

### サッカー
- 羽生直剛
- 米倉恒貴
- 山崎亮平
- 長澤和輝
- 鈴木規郎
- 永戸勝也
- 兵働昭弘
- 中島崇典
- 尾本敬
- 柳育崇
- 大橋祐紀
- 瀬田貴仁
- 植田峻佑
- 新里彰平
- 附木雄也
- 浅川隼人
- 関塚隆
- 小松崎保
- 黒氏啓介
- 武藤友樹
- 松田圭右
- 高橋悠太
- 加藤明拓
- 森本悠馬

### スポーツ
- 熊谷渡 - バスケットボール
- 佐藤博紀 - バスケットボール
- 石井講祐 - バスケットボール
- 吉田菜美 - ラグビー
- 滝澤正光 - 自転車
- ヌンイラ華蓮 - 柔道
- 角田夏実 - 柔道（パリ五輪2024・48キロ級）
- 吉岡光 - 柔道
- 安楽宙斗 - スポーツクライミング
- 石橋伸洋 - 麻雀

### 芸能・マスコミ
- 伊藤美紀 - 声優
- 増田雄一 - 俳優
- 金子茂樹 - 脚本家
- 平川健太郎 - アナウンサー
- 山本布美江 - ディレクター